# تصفيات كأس العالم 1994

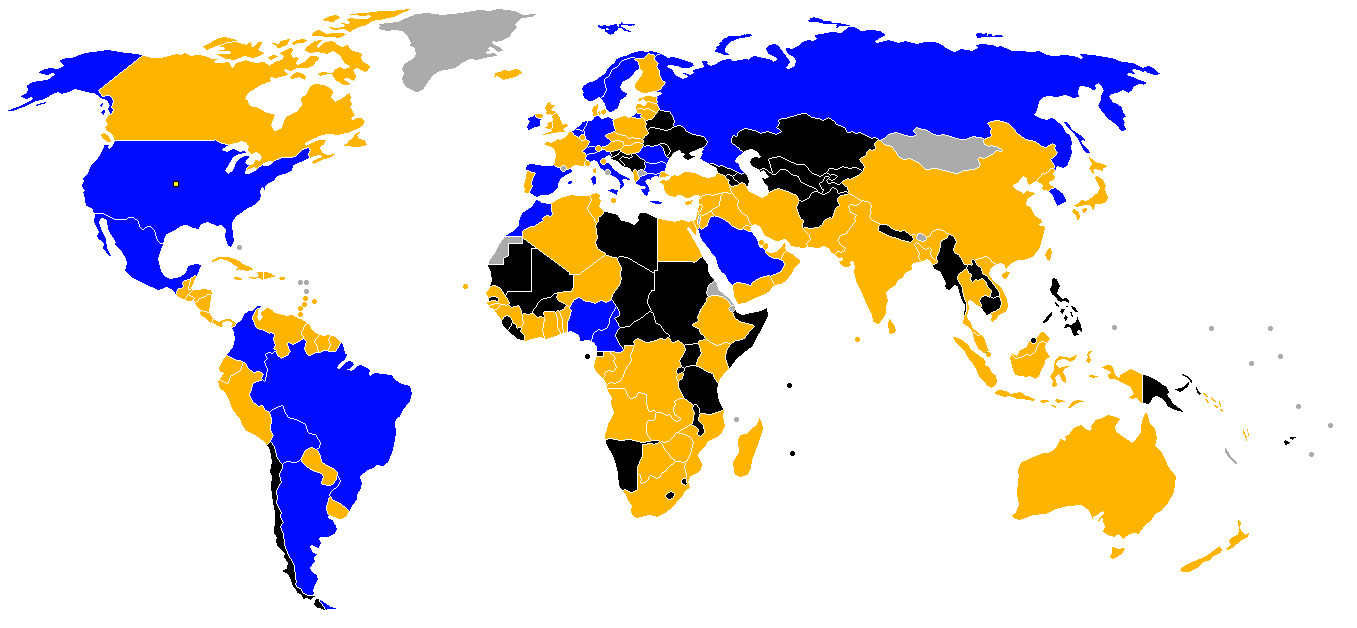
منتخبات تأهلت لكاس العالم
منتخبات فشلت في التأهل
منتخبات لم تخوض التصفيات
دول ليست أعضاء في الفيفا وقتها.

تصفيات كأس العالم لكرة القدم المؤهلة لبطولة 1994 في الولايات المتحدة الأمريكية، شاركت في التصفيات 147 بلداً تنتمي لاتحاد القارات الست، تأهلت المنتخب الأمريكي للبطولة كونها مستضيفة البطولة، بالإضافة للمنتخب الألماني التي حققت بطولة كأس العالم 1990 في النسخة الأخيرة، بدأت التصفيات للبطولة سنة 1992م، يتأهل المنتخبات إلى كأس العالم يصل إلى 24 منتخباً وطنياً.

## الفرق المتأهلة
تأهل لهذه البطولة 24 فريقاً وطنياً وهي:
- الاتحاد الأوروبي لكرة القدم

المجموعة الأولى – إيطاليا و سويسرا.
المجموعة الثانية – النرويج و هولندا.
المجموعة الثالثة – إسبانيا و جمهورية إيرلندا.
المجموعة الرابعة – رومانيا و بلجيكا.
المجموعة الخامسة – اليونان و روسيا.
المجموعة السادسة – السويد و بلغاريا.
- كونميبول (أمريكا الجنوبية)

المجموعة أ – تأهلت كولومبيا إلى النهائيات، وتأهل الأرجنتين عن طريق الملحق تحت مسمى مباراة الملحق كونميبول-أوقيانوسيا.
المجموعة ب – البرازيل و بوليفيا.
- أمريكا الشمالية والوسطى وجزر الكاريبي

تأهل المكسيك للنهائيات، وخاضت كندا للعب في مباراة الملحق تحت مسمى مباراة الملحق كونكاكاف-أوقيانوسيا، ولكنها خرجت من التصفيات بعد خسارتها أمام المتنخب الأسترالي بركلات الترجيح (4-1).
- تصفيات أفريقيا لكأس العالم 1994

المجموعة الأولى – تأهلت نيجيريا إلى النهائيات.
المجموعة الثانية – تأهلت المغرب إلى النهائيات.
المجموعة الثالثة – تأهلت الكاميرون إلى النهائيات.
- تصفيات آسيا لكأس العالم 1994

تأهلت السعودية و كوريا الجنوبية إلى النهائيات.
- تصفيات قارة أوقيانوسيا لكأس العالم)

المنتخب الأسترالي أنتقل إلى الدور الملحق، فازت على المنتخب الكندي لكي يقابل المنتخب الأرجنتيني، وخسرت المباراة بنتيجة بمجموع 2-1.

## الملحق

### مباراة الملحق الدولية (كونكاكاف-أوقيانوسيا)
| 31 يوليو 1993 | كندا                     | 2–1 | أستراليا           | ملعب الكومنولث، إدمونتون            |
|               | واتسون 50' · موبيليو 57' |     | داسوفيك 45' (ه.ذ.) | الحكم: أرتور بريزيو كارتر (المكسيك) |

| 15 أغسطس 1993                 | أستراليا                   | 2–1 (و.إ) (4–1 ر.ت)      | كندا     | ملعب سيدني لكرة القدم، سيدني       |
|                               | فرينا 44' · دوراكوفيتش 76' |                          | هوبر 54' | الحكم: شين-ايشيرو أوباتا (اليابان) |
|                               |                            | ركلات جزاء               |          |                                    |
| ويد · فيجنلر · توبين · فارينا |                            | ميتشيل · بونبوري · سويني |          |                                    |

برغم تعادل أستراليا مع كندا لمباريات الذهاب والإياب، بمجموع 3 أهداف لمثله، وأنطلق ركلات الترجيح لفوز أستراليا على كندا بنتيجة 4-1، وتأهل أستراليا لملاقاة الأرجنيتن.

### مباراة الملحق كونميبول-أوقيانوسيا
| 31 أكتوبر 1993 | أستراليا   | 1–1 | الأرجنتين | ملعب سيدني لكرة القدم، سيدني              |
|                | فيدمار 42' |     | بالبو 37' | الحضور: 43,967 الحكم: ساندور بوهل (المجر) |

| 17 نوفمبر 1993 | الأرجنتين        | 1–0 | أستراليا | ملعب مونومنتال أنتونيو فيسبوكيو ليبرتي، بوينس آيرس |
|                | توبين 59' (ه.ذ.) |     |          | الحضور: 59,768 الحكم: بيتر ميكلسن (الدنمارك)       |

تمكنت الأرجنتين من التأهل للنهائيات بعد الفوز على المنتخب الأسترالي في مجمل الأهداف بنتيجة 2-1.